# توبياس بوش
توبياس بوش (بالألمانية: Tobias Busch)‏ هو متسابق دراجات نارية ألماني، ولد في 15 مايو 1988 في شترالزوند في ألمانيا.